# Colonial Motors
Colonial Motors Ltd. war ein kanadischer Hersteller von Automobilen.

## Unternehmensgeschichte
Earl G. Gunn gründete 1921 das Unternehmen in Walkerville zur Produktion von Automobilen. Das Werk befand sich in Windsor. Der Markenname lautete Canadian. Das einzige Produktionsjahr war 1922. Je nach Quelle entstanden möglicherweise nur ein Fahrzeug oder einige Automobile.

## Fahrzeuge
Das einzige Modell wurde Six genannt. Er hatte einen Sechszylindermotor von Continental. Der Kühlergrill war V-förmig als Spitzkühler ausgelegt.